# Peter J. Ratcliffe
Sir Peter John Ratcliffe FRS, FMedSci (sinh ngày 14 tháng 5 năm 1954) là một bác sĩ-nhà khoa học người Anh, người được đào tạo chuyên môn bác sĩ thận.. Ông là bác sĩ lâm sàng tại Bệnh viện John Radcliffe, Oxford và là Giáo sư Y khoa lâm sàng của Nuffield và là Trưởng khoa Y học lâm sàng Nuffield tại Đại học Oxford từ năm 2004. Từ năm 2016, ông là giám đốc của Viện Khám phá Mục tiêu, Đại học Oxford, và Giám đốc nghiên cứu lâm sàng, tại Viện nghiên cứu Crick Francis. Năm 2019, ông được trao giải Nobel Sinh lý và Y khoa cùng với Gregg L. Semenza và William Kaelin Jr..

## Giáo dục và đào tạo
Ratcliffe sinh năm 1954 tại Lancashire và theo học trường ngữ pháp hoàng gia Lancaster dành cho nam sinh. Ông đã giành được học bổng mở cho trường Cao đẳng Gonville và Caius, Cambridge vào năm 1972 để học Y khoa tại Đại học Cambridge và sau đó hoàn thành việc học tại Bệnh viện St Bartholomew, London. Đủ điều kiện vào năm 1978, Ratcliffe chuyển đến Oxford, nơi anh được đào tạo về y học thận tại Đại học Oxford, với trọng tâm đặc biệt là oxy hóa thận.
Năm 1989, ông đã thay đổi các lĩnh vực để thành lập một phòng thí nghiệm mới, nhận được học bổng cao cấp từ Wellcome Trust để làm việc trên các con đường cảm nhận oxy của tế bào.

## Nghiên cứu
Năm 1989, Ratcliffe thành lập một phòng thí nghiệm tại Khoa y học Nufflield tại Đại học Oxford nhằm nghiên cứu sự điều tiết của erythropoietin (EPO), một loại hoóc-môn tiết ra bởi thận và đảm nhận vai trò kích thích sản xuất các tế bào hồng cầu. Trước đó EPO được biết đến là một nội tiết tố sản xuất bởi thận nhằm phản ứng với hiện tượng nồng độ oxy trong cơ thể xuống thấp, và công việc của Ratcliffe là nghiên cứu cơ chê hoạt hoạt động này để tìm ra lời giải đáp cho câu hỏi làm thế nào thận có thể phát hiện tình trạng thiếu oxy trong máu để kích hoạt quy trình sản xuất EPO. Qua nhiều nghiên cứu, Ratcliffe phát hiện ra rằng các ARN thông tin từ thận là một phần của quá trình sản xuất EPO và có khả năng phát hiện tình trạng thiếu oxy trong máu. Ngoài thận, các ARN này cũng có thể sản xuất bởi bộ mã gen từ lá lách, não, và tinh hoàn của cả người lẫn động vật. Do đó, điều này cũng có nghĩa là những cơ quan trên có khả năng sản xuất EPO khi cơ thể thiếu oxy. Đồng thời, Ratcliffe còn dùng các đoạn mã ARN xác định này để biến đổi các tế bào từ cơ quan khác nhằm giúp các tế bào này có khả năng phát hiện thay đổi nồng độ oxy trong máu.
Dựa trên những khám phá này, nhóm của Ratcliffe, cùng với William Kalein và Gregg Semenza, đã vén màn một chuỗi hoạt động phát hiện sự thay đổi nộng độ oxy của tế bào ở cấp độ phân tử. Cùng với nhau, các nhà nghiên cứu này đã phát hiện mối liên kết giữa các protein biểu hiện bởi đoạn mã gen ức chế khối u ở những bệnh nhân mắc Hội chứng von Hippel-Lindau (VHL) và các protein HIF - một yếu tố phiên mã giúp kích hoạt gen EPO được biểu hiện. Chi tiết hơn, Ratcliffe nhận thấy rằng protein VHL có thể bám vào khu vực bị hydroxy hóa của HIF, và trong điều kiển oxy trong máu ổn định, protein VHL phối hợp với protein Ubiquitin phá hủy cấu trúc của HIF. Khi nồng độ oxy trong máu giảm, các loại enzym cần oxy để hydroxy hóa HIF như PHD1, 2, và 3 không thể hoạt động. Do đó protein VHL không thể bám vào HIF để tiêu hủy, và HIF có thể kích hoạt biểu hiện gen EPO. Tất cả quá trình này chỉ mất vài phút để hoàn thành giúp cho cơ thể phản ứng nhanh chóng với tình trạng thiếu oxy trong máu.
Một mặc khác, quy trình trên cũng kích hoạt các tế bào ung thư và giúp chúng hình thành nhiều mạch máu mới để phát triển. Phần lớn các hiểu biết về cơ chế sản xuất EPO trong tình trạng thiếu oxy ở cấp độ phân tử đến từ phòng thí nghiệm của Ratcliffe, và những khám phá này đã dẫn đến việc phát triển nhiều loại thuốc khác nhau nhằm ngăn chặn VHL bám vào HIF ở các bệnh nhân bị thiếu máu hoặc suy thận.